# Clive W. J. Granger

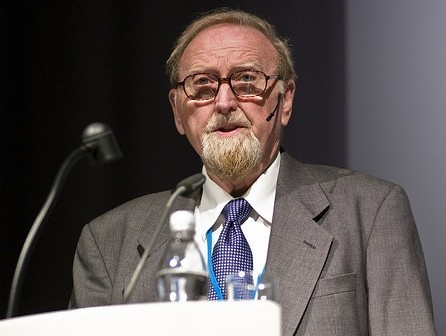
Clive Granger (2008)

Sir Clive William John Granger (* 4. September 1934 in Swansea, Wales; † 27. Mai 2009) war ein britischer Wirtschaftswissenschaftler.

## Leben und Wirken
Granger hat im Jahr 1959 an der University of Nottingham promoviert. Er war Professor für Wirtschaftswissenschaften an der University of California, San Diego, USA. Er wurde am 8. Oktober 2003 für seine Arbeit an „Methoden zur Analyse ökonomischer Zeitreihen mit gemeinsam veränderlichen Trends (Kointegration)“ mit dem Nobelpreis für Wirtschaftswissenschaften ausgezeichnet. Als Beispiele für die von Granger untersuchten stationären Zeitreihen, die nur wenig um einen vorgegebenen Wert schwanken, nannte die Königlich Schwedische Akademie der Wissenschaften den Zusammenhang zwischen Vermögen und Konsum, Wechselkursen und Preisniveau oder kurzfristigen und langfristigen Zinssätzen.
Den Nobelpreis 2003 teilte er sich hälftig mit Robert F. Engle, von der New York University, USA, der die Auszeichnung „für Methoden zur Analyse ökonomischer Zeitreihen mit zeitlich variabler Volatilität (ARCH)“ erhalten hat.
Des Weiteren ist Granger für sein Kausalitätskonzept in der Ökonometrie bekannt (siehe Granger-Kausalität).
2005 wurde Clive Granger zum Ritter geschlagen. Seit 2003 war er korrespondierendes Mitglied der British Academy. Zudem wurde er 1994 in die American Academy of Arts and Sciences gewählt.